# Indianola (Iowa)
Indianola település az Amerikai Egyesült Államok Iowa államában, Warren megyében, melynek megyeszékhelye is. Lakosainak száma 15 833 fő (2020. április 1.).

## Népesség
A település népességének változása:

| 2010 | 14 782 |
| 2020 | 15 833 |